# 全日本選抜綱引大会
全日本選抜綱引大会（ぜんにほんせんばつつなひきたいかい）は、日本綱引連盟が主催する綱引の全国大会である。第1回は2004年で、毎年夏に大阪府で開催される。現在の会場は府民共済SUPERアリーナ。

## 種目
- 選抜男子
- 選抜女子

## 開催記録
| 回 | 年   | 開催地 | 選抜男子           | 選抜女子       |
| -- | ---- | ------ | ------------------ | -------------- |
| 1  | 2003 | 大阪府 | 佐川急便東京       | コベルコ科研   |
| 2  | 2004 | 大阪府 | 佐川急便東京       | マドラーズ大阪 |
| 3  | 2005 | 大阪府 | 進友会             | マドラーズ大阪 |
| 4  | 2006 | 大阪府 | 進友会             | マドラーズ大阪 |
| 5  | 2007 | 大阪府 | 進友会             | マドラーズ大阪 |
| 6  | 2008 | 大阪府 | 進友会             | マドラーズ大阪 |
| 7  | 2009 | 大阪府 | 進友会             | マドラーズ大阪 |
| 8  | 2010 | 大阪府 | 進友会             | マドラーズ大阪 |
| 9  | 2011 | 大阪府 | 進友会             | マドラーズ大阪 |
| 10 | 2012 | 大阪府 | 進友会             | マドラーズ大阪 |
| 11 | 2013 | 大阪府 | 進友会             | マドラーズ大阪 |
| 12 | 2014 | 大阪府 | 京都消防ろぶすたぁ | マドラーズ大阪 |
| 13 | 2015 | 大阪府 | 京都消防ろぶすたぁ | マドラーズ大阪 |
| 14 | 2016 | 大阪府 | 京都消防ろぶすたぁ | マドラーズ大阪 |
| 15 | 2017 | 大阪府 | 京都消防ろぶすたぁ | 神戸PULL BAR   |